# Robert Swinhoe

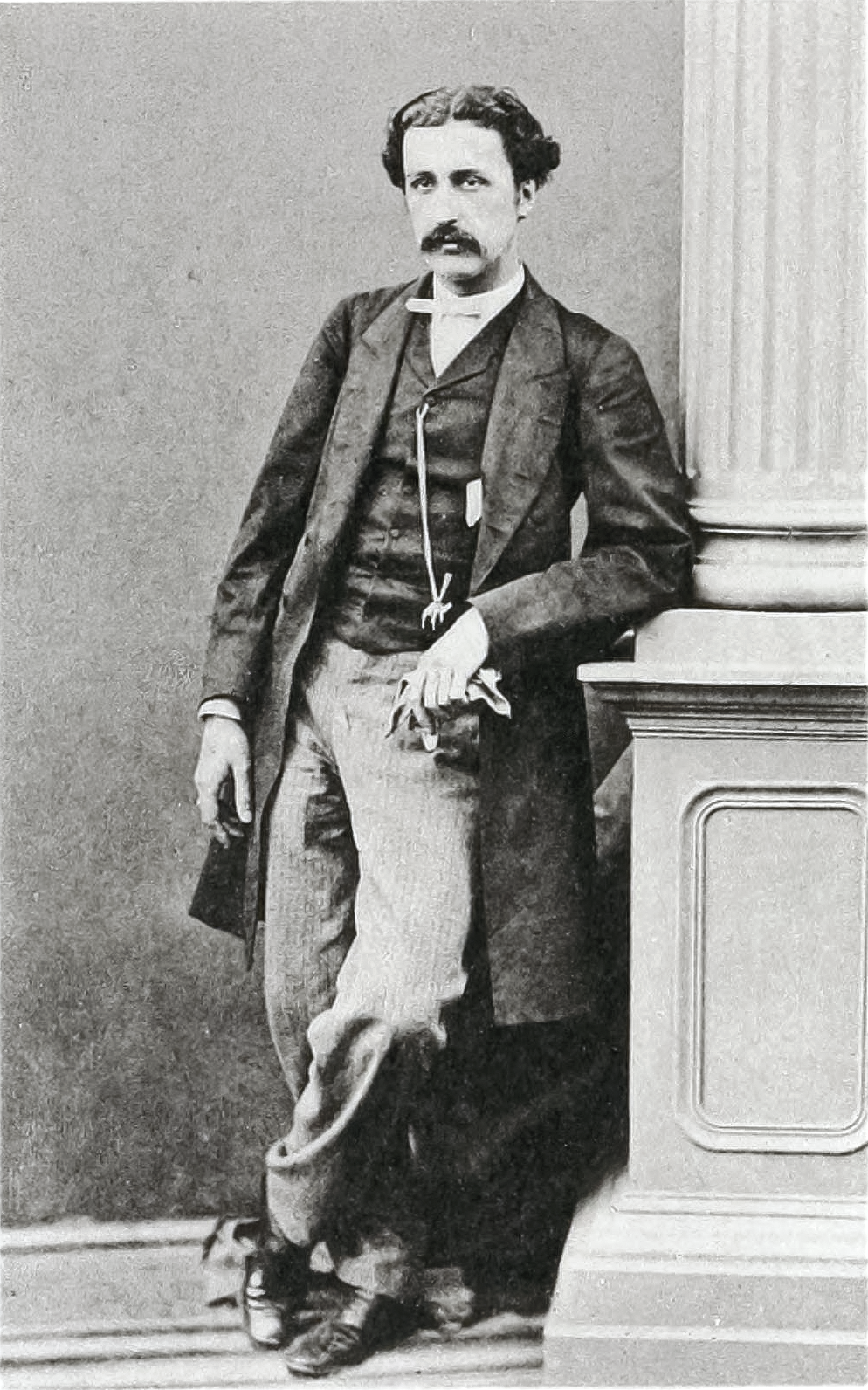
Robert Swinhoe

Robert Swinhoe (Calcutta, Brits-Indië, 1 september 1836 – Londen, 28 oktober 1877), was een Britse natuuronderzoeker die onder andere als consul op Formosa werkte. Hij beschreef een groot aantal nieuwe soorten vogels, vissen, zoogdieren en insecten uit Zuidoost-Azië.

## Biografie
Hij werd geboren in Calcutta, het huidige Kolkata (India). Wanneer hij precies terugkeerde naar Engeland is niet duidelijk, wel is bekend dat hij studeerde aan de Universiteit van Londen. In 1854 trad hij toe tot het Corps consulaire in China waar hij als standplaats onder andere Amoy kreeg, een toen nogal afgelegen plaats voor een diplomaat. Hij beheerste de Chinese taal en kreeg dankzij deze functie toegang tot delen van China waar westerse onderzoekers niet konden komen. In zijn vrije tijd verzamelde hij natuurhistorische specimina (geconserveerde dieren). Veel van de soorten die hij verzamelde waren nieuw voor de wetenschap. Hij was vooral in vogels geïnteresseerd, maar verzamelde bovendien vissoorten, zoogdieren en insecten. Hij stuurde ook levende dieren naar Engeland, waaronder het Pater-Davidshert. 
In 1862 keerde hij terug naar Engeland met zijn collecties. In The Birds of Asia van John Gould staan veel beschrijvingen van door Swinhoe ontdekte soorten. Er staan (anno 2012) 50 vogelsoorten op de IOC World Bird List die door hem zijn beschreven (en een veelvoud aan ondersoorten). Als eerbetoon aan hem dragen een aantal vogelsoorten zijn naam zoals de  Swinhoe's fazant (Lophura swinhoii). Zelf noemde hij in 1872 een door hem ontdekte fazant naar Charles Darwin, waarmee hij te kennen gaf waardering te hebben voor diens evolutietheorie. Later bleek dat deze soort een ondersoort is van de in 1829 al beschreven Koklasfazant (Purcrasia macrolopha darwini).
Na 1862 maakte hij nog meer reizen door China, maar in 1875 keerde hij om gezondheidsredenen definitief terug naar Londen, waar hij in 1877 overleed.
Swinhoe publiceerde meer dan 120 artikelen over dieren, geografie en etnografie van Oost- en Noord-China.
- Author citation (botany): Swinhoe
- Gemeinsame Normdatei: 1055355707
- International Standard Name Identifier: 0000 0000 7146 5834
- Library of Congress Control Number: n2009066735
- National Central Library: 000011069
- Nederlandse Thesaurus van Auteursnamen: 120308622
- SNAC: w6vt4brc
- Virtual International Authority File: 27460884
- WorldCat: E39PBJdGKgxgCMJXV38hYTKKh3